# Museo de Artes Decorativas (Estrasburgo)
El Museo de Artes Decorativas de Estrasburgo (en francés, Musée des Arts décoratifs de Strasbourg) es un museo de la ciudad de Estrasburgo, Francia, ubicado en el Palacio Rohan, que sirve en la actualidad como complejo museístico. Una mitad del museo reúne unos excepcionales apartamentos al estilo barroco tardío, Rococó e Imperio. La otra mitad ofrece un extenso repase de las artes alsacianas de la porcelana, la platería y la orfebrería desde finales del siglo XVII hasta finales del siglo XIX.

## Ubicación e historia

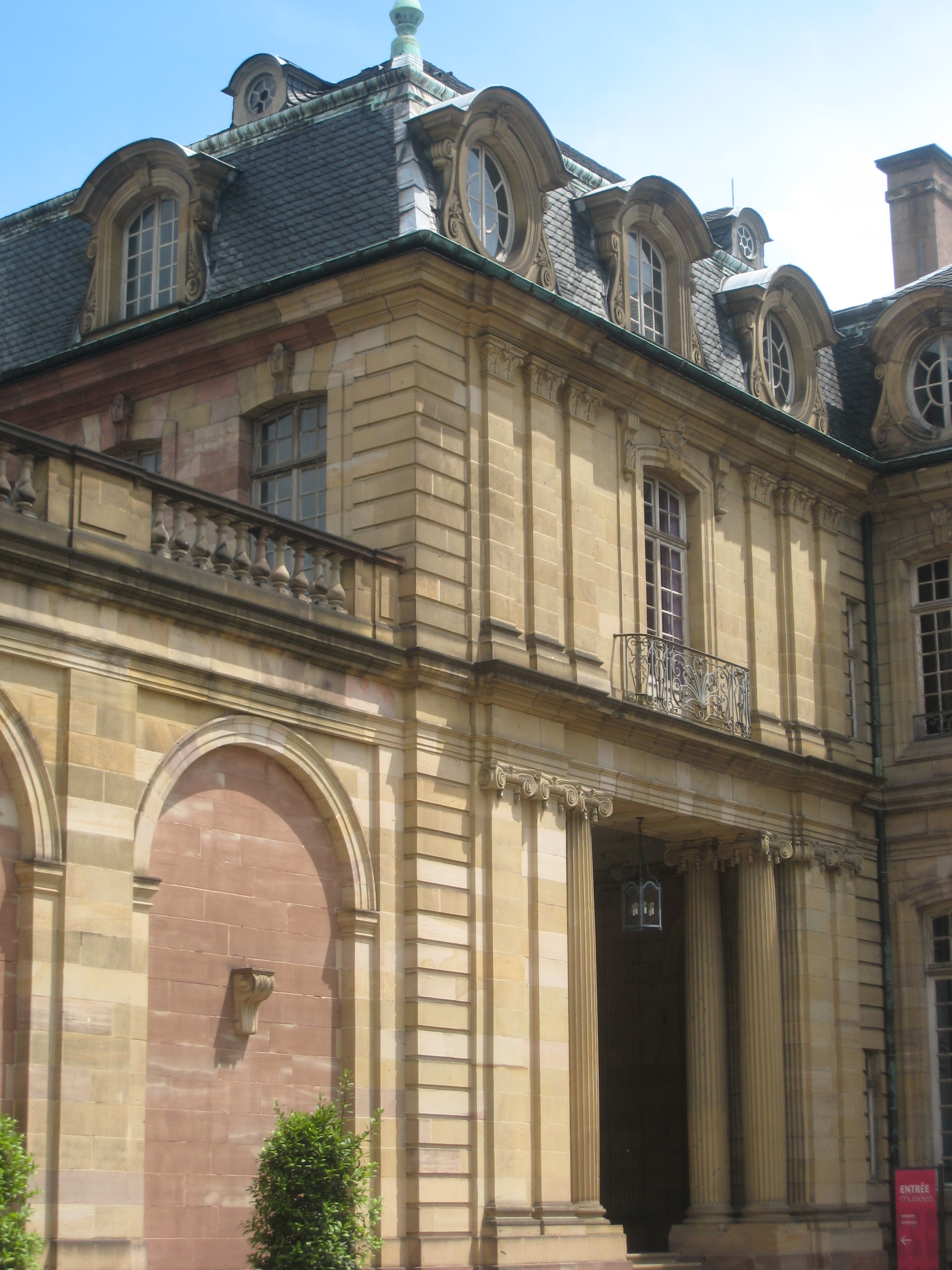
Entrada a los museos del Palacio Rohan

El palacio Rohan (en francés, Palais Rohan) es la antigua residencia de los príncipes-obispos y cardenales de la casa de Rohan, una antigua familia noble francesa originaria en Bretaña. Es un importante hito arquitectónico, histórico y cultural de la ciudad. Fue construido al lado de la catedral de Estrasburgo en la década de 1730, a partir de los diseños de Robert de Cotte, y es considerado una obra maestra de la arquitectura tardo-barroca francesa.
El museo de Artes Decorativas ocupa la planta baja del palacio. Se estableció en su forma actual en los años 1920-1924, cuando las colecciones del museo de Artes Decorativas de Hohenlohe, originalmente inaugurado en 1887, se mudaron al ala de los establos adyacente a los apartamentos del palacio. Las colecciones habían estado previamente en el edificio renacentista del antiguo matadero municipal (Große Metzig), que ahora alberga el Museo Histórico de Estrasburgo.
El edificio del museo y sus habitaciones, junto a otras partes del palacio, fueron dañados tanto por la artillería prusiana durante el asedio de Estrasburgo de 1870 como en agosto de 1944 durante los bombardeos aliados de la Segunda Guerra Mundial. Sin embargo, con los años el edificio sería restaurado y las colecciones reabastecidas. La restauración de los apartamentos con sus valiosos muebles tardaría años y no se finalizaría hasta ya entrada la década de 1990, resultando en una reconstrucción completa de su aspecto original.

## Descripción
Los apartamentos de los príncipes-obispos están decorados con estuco, frescos, trampantojos, tapices, candelabros, chinerías (auténticas e imitadas), pinturas sobre lienzo y sobre tabla y muebles típicos del rococó y, en cierto modo, del estilo Imperio, con un alto nivel de ejecución técnica y artística.
Además del mobiliario y de la decoración de los apartamentos, las colecciones se centran en la producción local de porcelana (fayenza de Estrasburgo), plata dorada y relojería, incluyendo las piezas originales del medieval reloj astronómico de Estrasburgo, con el gallo autómata de 1354. La sala de estar reconstruida de un antiguo hôtel particulier de la década de 1750, el Hôtel Oesinger, presenta muebles del siglo XVIII en una escala más íntima que las habitaciones del palacio.

## Galería

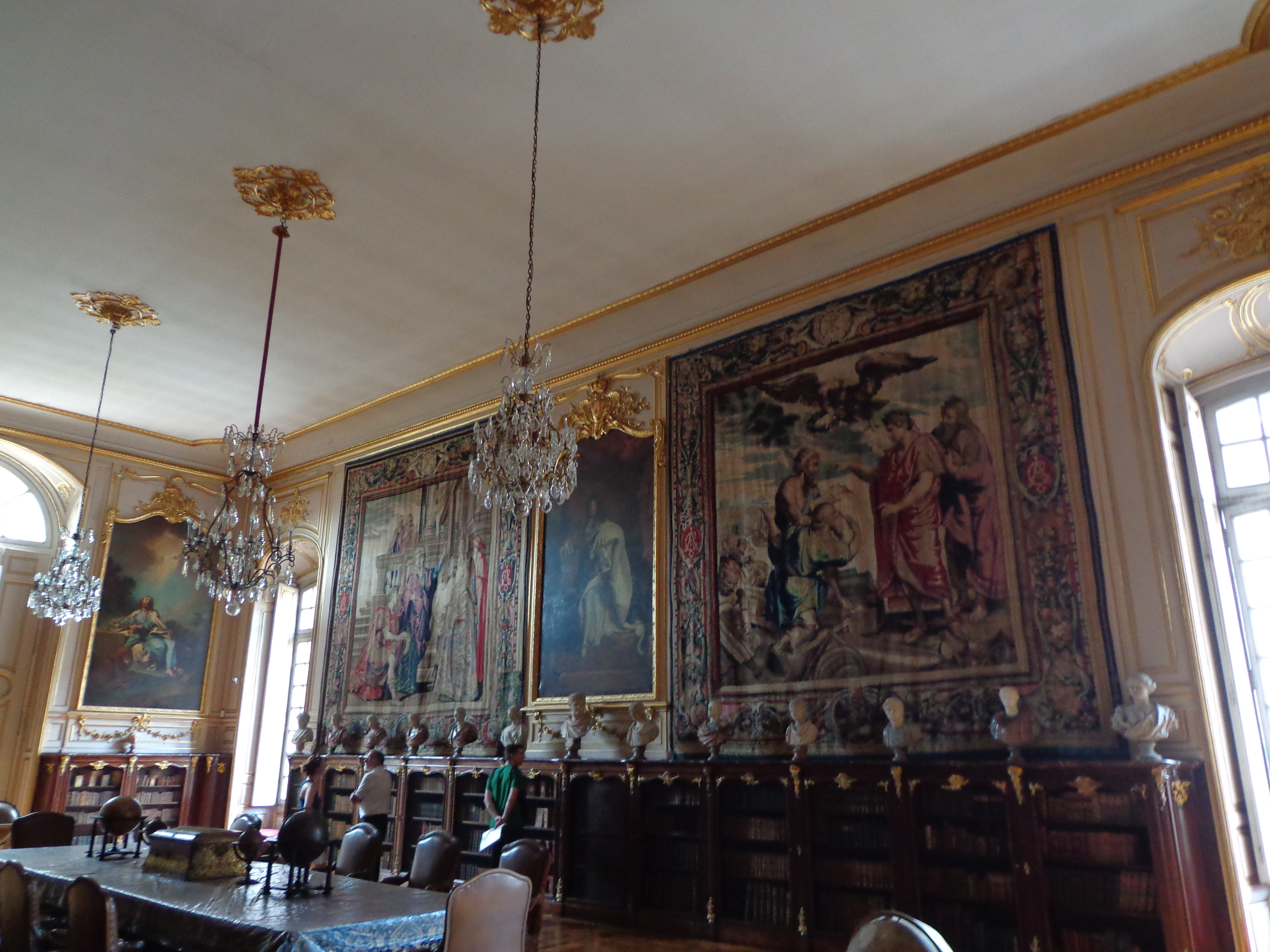
Pinturas sobre tabla en una sala del museo
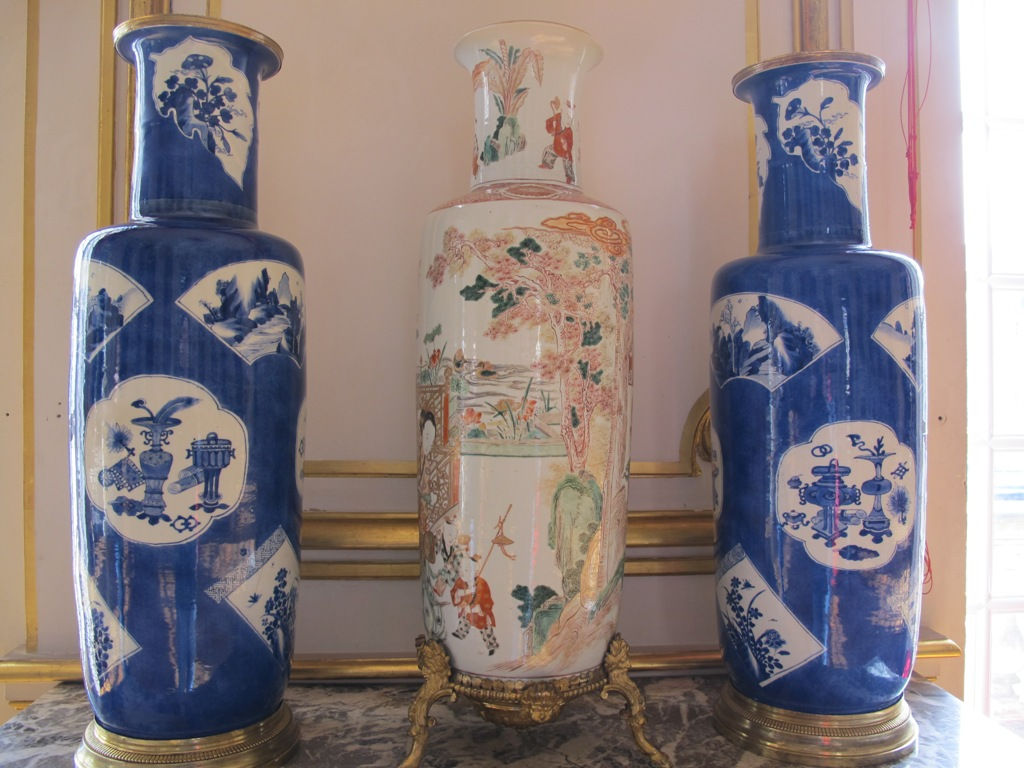
Artículos de porcelana al estilo alsaciano
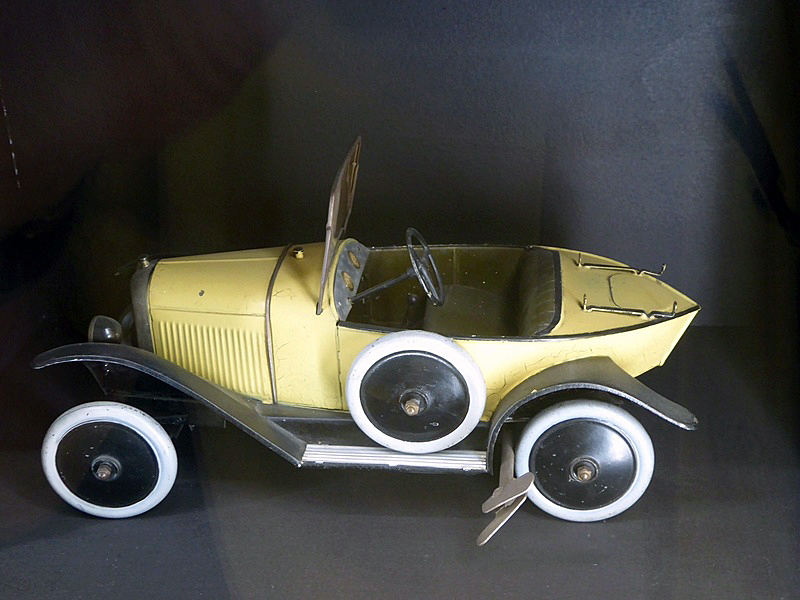
Exposición de modelos antiguos
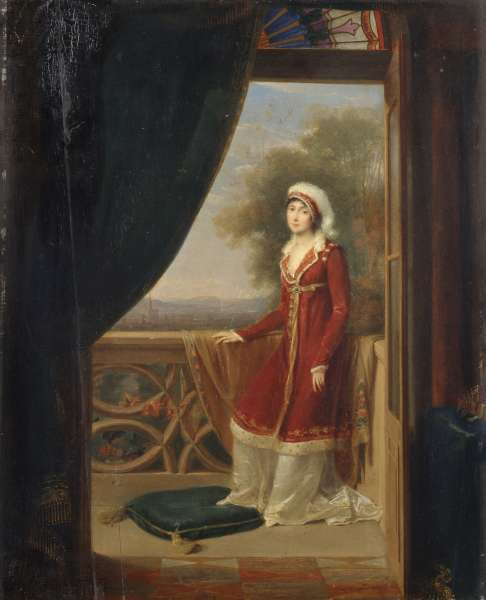
Retrato de la emperatriz Josefina
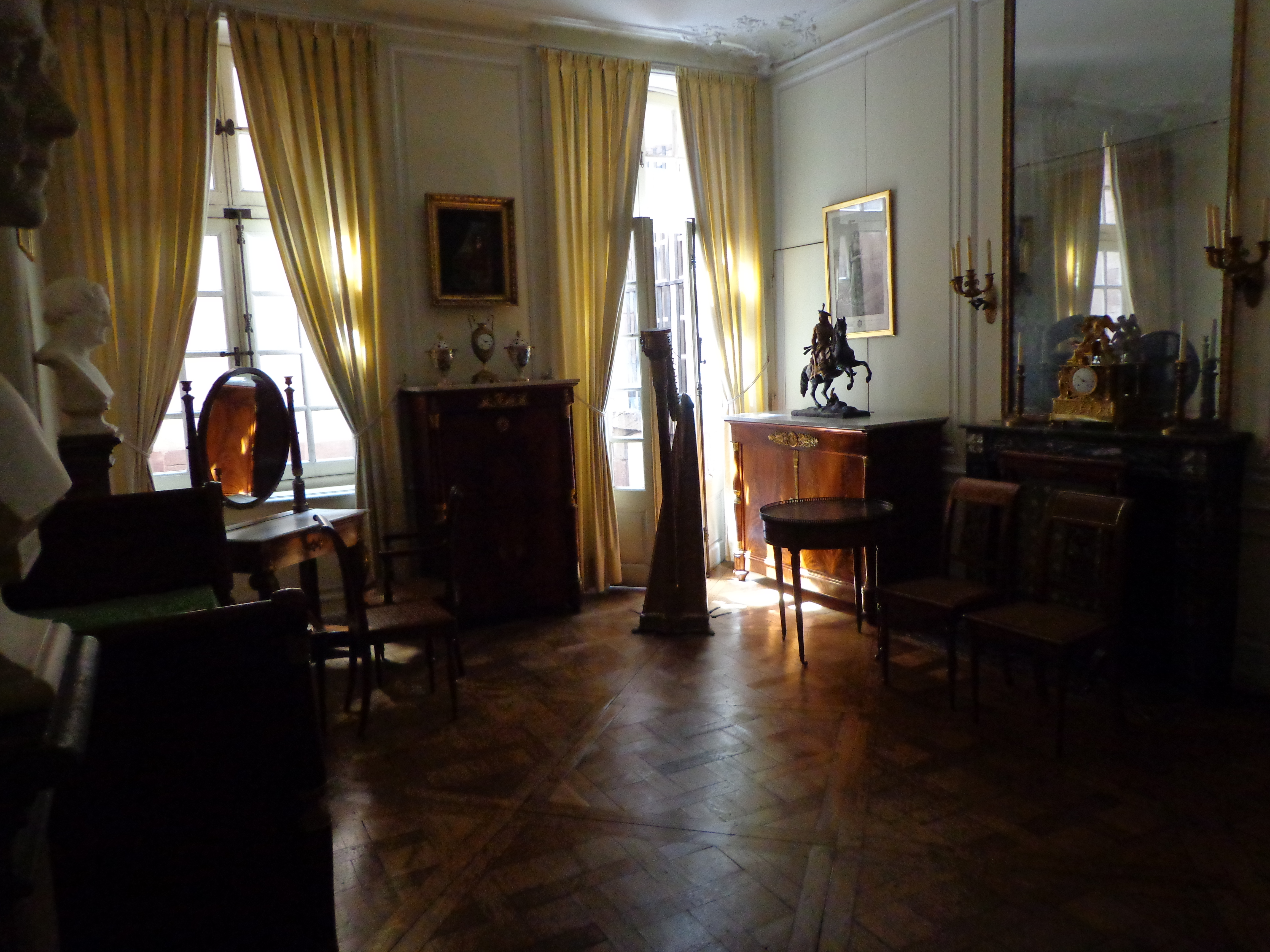
Uno de los apartamentos de los príncipes-obispos